# 藤井将人
藤井 将人（ふじい まさと）は、株式会社ディ・コンプレックス 所属のTVディレクター。フジテレビスポーツ局勤務。

## 来歴
2003年からフジテレビスポーツ局に勤務し、ジャンクSPORTS、K-1のADを務める。
2005年からPRIDEを担当。チーフディレクター 佐藤大輔の元で選手紹介映像（煽りVTR）を制作。
2006年、PRIDE消滅後、F1グランプリを担当。現在はディレクターに昇格し、主にVTR制作を担当している。

## 担当番組
- F1グランプリ

## 過去の担当番組
- ジャンクSPORTS
- PRIDE ほか

| スタブアイコン | サブスタブ | この項目は、まだ閲覧者の調べものの参照としては役立たない、人物に関連した書きかけの項目です。この項目を加筆・訂正などしてくださる協力者を求めています（P:人物伝/PJ:人物伝）。 |